# 1:54
Pour plus de détails, voir Fiche technique et Distribution.
1:54 (prononcé « une cinquante-quatre ») est un film dramatique québécois réalisé par Yan England, sorti en 2016.
Il s'agit du premier long métrage d'Yan England.
Le film s'est vu offrir le prix du jury junior lors de la 31e édition du Festival international du film francophone de Namur ainsi que deux prix au Festival du film francophone d'Angoulême en 2016 : meilleur acteur (Antoine Olivier Pilon) et jury étudiant.

## Synopsis
Tim est un étudiant timide mais brillant, qui a souffert d'intimidation à l'école et apparemment d'intimidation et de menaces incessantes de la part de certains de ses camarades de classe, en particulier de la part de l'archi-intimidateur de son école, Jeff Roy. Tim qui vit avec son père après la mort prématurée de sa mère, ne peut pas se confier à son propre père malgré les efforts de ce dernier pour faire la lumière sur ce dont souffre son fils.
La situation de Tim devient encore plus précaire en raison de son amitié continue avec son camarade de classe Francis, un homosexuel et des luttes de Tim avec sa propre sexualité et son engouement croissant pour Francis, bien que Tim hésite à en parler publiquement. Tim hésite à aller voir les autorités scolaires car il n'est "pas un mouchard", mais trouve du réconfort dans l'amitié de Jennifer, une camarade de classe qui prend le cas de Tim à cœur. Après une sortie dramatique de Francis et le comportement erratique de Tim s'éloignant au moins publiquement de lui de peur d'être lui-même exposé, Francis se suicide malgré les supplications de Tim.
Les téléspectateurs apprennent progressivement que Tim était un coureur vedette, mais qu'il s'était arrêté il y a quelques années lorsque sa mère est décédée. M. Sullivan, l'entraîneur de l'équipe de course de l'école, fait tout son possible pour que Tim revienne à la course, et finalement Tim décide de le faire, principalement parce qu'il y voit l'occasion de se venger de Jeff. Son déménagement pour rejoindre "Les Coriaces" un club de sport avec pour seule ambition de se qualifier pour les Nationaux du 800 m course à pied, spécialité de son bourreau et athlète star de l'école Jeff. C'est la façon dont Tim se venge de Jeff pour toutes les souffrances que Jeff a causées. Le titre 1:54 est le temps que Tim doit faire pour courir le 800 m pour se qualifier aux Nationaux pour la distance.
Les choses tournent au pire alors que dans un moment de faiblesse après une fête à l'école, Tim ivre d'alcool s'engage dans une rencontre sexuelle gay occasionnelle pendant que Jeff filme tout l'incident sur son téléphone. Alors que Tim rattrape le temps convoité de Jeff de 1:54 en course, Jeff fait d'abord chanter Tim pour qu'il publie les images sur les réseaux sociaux au cas où Tim poursuivrait son plan de voler la position de Jeff lors des qualifications. Au cours de la course finale, un Jeff désespéré et vindicatif intimide d'abord Tim, puis dans un geste désespéré voyant l'insistance de Tim à gagner la course, ordonne à son ami de publier les images en ligne. Tim confronté à sa sortie douloureuse et à la honte publique, trouve le soutien de son père envers la sexualité et la sortie de son fils. Le père aussi qui supplie le conseil scolaire d'arrêter Jeff et s'arrange pour que son fils termine son année scolaire grâce à l'enseignement à domicile avec l'aide de son école et de ses enseignants. Mais il est trop tard, car Tim a déjà préparé une bombe de fortune pour faire exploser la fête de Jeff après la victoire et la qualification de ce dernier aux Nationals. Il a également publié une séquence vidéo sur sa propre page en ligne expliquant pourquoi il s'engage dans cet acte final. Tim avait développé ses compétences de fabrication de bombes grâce à des expériences chimiques qu'il avait menées en préparation d'un projet de laboratoire conjoint plus tôt avec son ami Francis, aujourd'hui décédé. Dans son dernier moment de remords d'avoir peut-être causé de grands ravages et chaos, il essaie de retirer la bombe qu'il a placée, mais meurt lui-même alors que la bombe explose dans ses mains. La dernière scène montre les réactions de beaucoup de ceux qui connaissaient Tim et ne pouvaient rien faire, avec l'ami de Jeff - et non Jeff lui-même - dans une humeur pleine de remords essayant de se justifier ou de s'excuser en disant que ses actions étaient censées être "juste un blague".

## Fiche technique
Sources : IMDb et Films du Québec
- Titre original : 1:54
- Réalisation et scénario : Yan England
- Musique : Cult Nation (Raphaël Reed, Mathieu Lafontaine, Tim Buron)
- Direction artistique : Marie-Claude Gosselin
- Costumes : Sylvie Lacaille
- Photographie : Claudine Sauvé (en)
- Son : Yann Cleary, Robert Labrosse, Louis Gignac
- Montage : Philippe Gagnon
- Production : Denise Robert et Diane England
- Société de production : Cinémaginaire
- Sociétés de distribution : Les Films Séville, ARP Sélection (France)
- Pays de production :  Canada
- Tournage : novembre et décembre 2015 à Montréal et banlieue, dont l'école secondaire Jacques-Rousseau de Longueuil
- Langue originale : français
- Format : couleur — 1,85:1
- Genre : drame psychologique
- Durée : 106 minutes
- Dates de sortie :
  - France :
    - 24 août 2016 (première au Festival du film francophone d'Angoulême)
    - 15 mars 2017 (sortie nationale)

  - Canada :
    - 4 octobre 2016 (première québécoise au Théâtre Maisonneuve de la Place des Arts de Montréal)[3]
    - 13 octobre 2016 (sortie en salle au Québec)
    - 28 février 2017 (DVD et Blu-ray)
- Classification :
  - Québec : 13 ans et plus[4]

## Distribution
- Antoine Olivier Pilon : Tim Fortin
- Sophie Nélisse : Jennifer
- Robert Naylor : Francis Gagnon, l'ami de Tim
- Lou-Pascal Tremblay : Jeff Roy
- David Boutin : Pierre Fortin, le père de Tim
- Patrice Godin : M. Sullivan, l'entraîneur et prof de chimie
- Anthony Therrien : Patrick
- Guillaume Gauthier : David
- Irdens Exantus (en) : Fred

## Production
Le cinéaste Yan England a misé sur le réalisme du film. Il a filmé dans une vraie école, sans l’enlaidir ou l’embellir, lors de réels repas et dans de réelles salles de classe lors des heures de cours. Il a choisi des figurants et une distribution qui étaient de vrais étudiants et de vrais athlètes nationaux.

## Choix des interprètes
Yan England a rencontré l’acteur principal du film Antoine Olivier Pilon lors d’une entrevue. Celui-ci devait faire un saut à élastique et lors de l’échange Yan à découvert quelque chose en Antoine qui l’a impressionné. Une semaine plus tard, il lui a envoyé le scénario du film. Attendant avec impatience une réponse de l’acteur, Yan croyait sincèrement qu’Antoine refuserait l’offre. C’est un matin en se rendant au travail que le réalisateur a reçu un appel d’Antoine. Celui-ci lui a annoncé, avec une voix que Yan a perçue comme étant dramatique, qu’il est intéressé par le projet.

## Récompenses
- Prix du meilleur scénario au Festival international du film d'Aubagne - Music & Cinema 2017.